# Julio Álvarez del Vayo

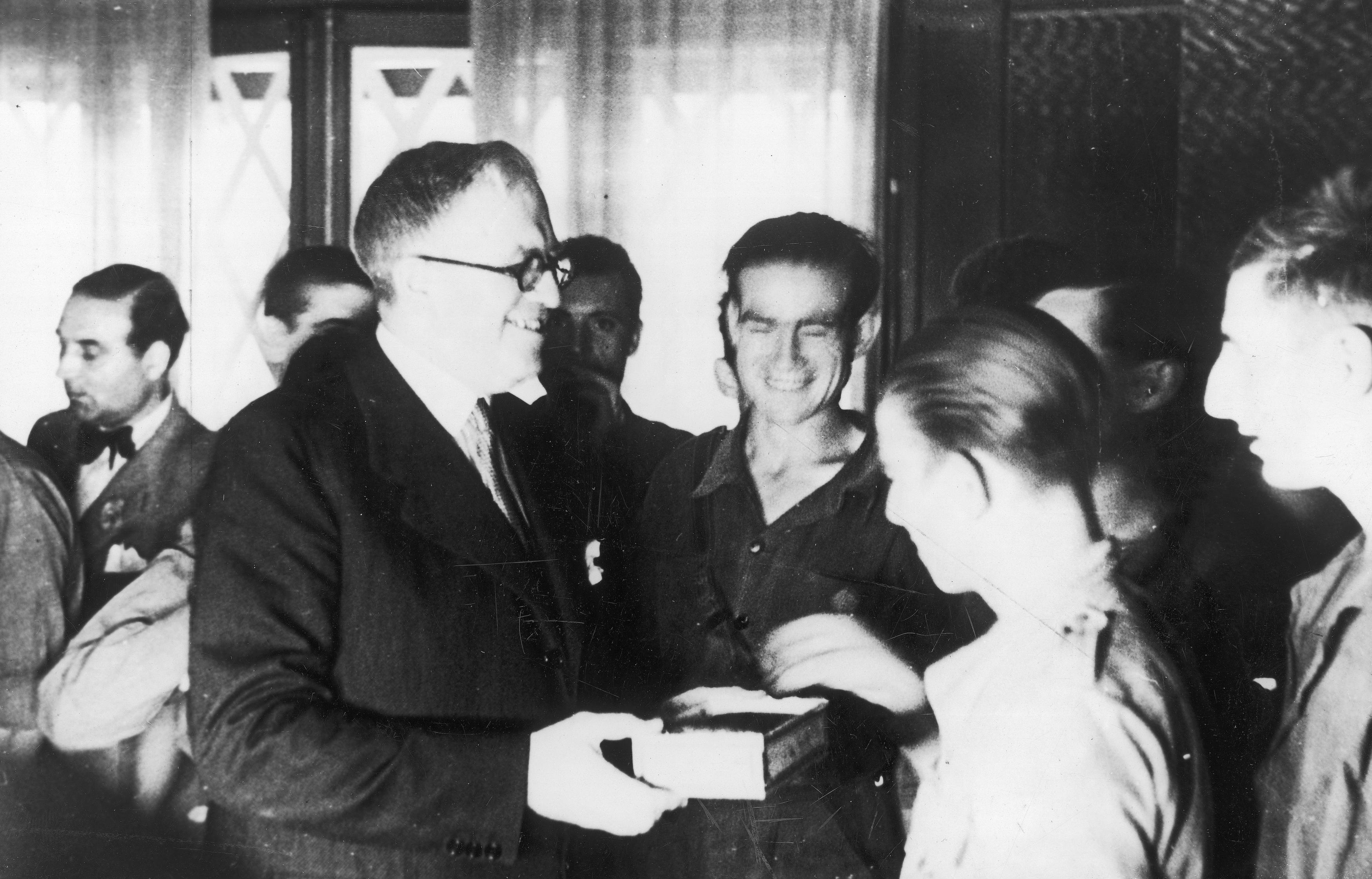
Julio Álvarez del Vayo wręczający odznaczenia żołnierzom po bitwie nad Ebro 1 sierpnia 1938

Julio Álvarez del Vayo (ur. 9 lutego 1891 w Villaviciosa de Odón, zm. 3 maja 1975 w Genewie) – hiszpański polityk i publicysta.

## Życiorys
Studiował prawo w Madrycie, Saragossie i Valladolid, a 1911-1913 nauki polityczne i ekonomię w Londynie, gdzie wstąpił do PSOE. W 1913 podjął studia na uniwersytecie w Lipsku, gdzie włączył się w aktywną działalność ruchu socjalistycznego; poznał wówczas Różę Luksemburg. Za udział w protestach i demonstracjach został wydalony z Niemiec, 1914-1916 mieszkał w Nowym Jorku, następnie udał się do Danii, następnie do Szwajcarii, gdzie pracował jako korespondent wojenny; poznał wtedy Lenina. Był lewicowym socjalistą. W czerwcu 1931 został ambasadorem Hiszpanii w Meksyku, następnie mianowano go ambasadorem w ZSRR podczas wojny domowej w Hiszpanii 1936-1937 i ponownie od 1938 pełnił funkcję ministra spraw zagranicznych rządu republikańskiego, poza tym 1936-1937 był komisarzem wojennym i 1937-1938 przewodniczącym delegacji przy Lidze Narodów. Od 1939 przebywał na emigracji, w 1946 został usunięty z PSOE. W 1963 ukazał się polski wybór jego wspomnień pt. Edukacja radykała.